# Клиз (Источни Пиринеји)
Клиз (фр. Les Cluses) насеље је и општина у јужној Француској у региону Лангдок-Русијон, у департману Источни Пиринеји која припада префектури Сере.
По подацима из 2011. године у општини је живело 261 становника, а густина насељености је износила 29,29 становника/km². Општина се простире на површини од 8,91 km². Налази се на средњој надморској висини од 136 метара (максималној 368 m, а минималној 103 m).

## Демографија
| 1962. | 1968. | 1975. | 1982. | 1990. | 1999. | 2011. |
| ----- | ----- | ----- | ----- | ----- | ----- | ----- |
| 49    | 67    | 115   | 148   | 165   | 219   | 261   |

График промене броја становника у току последњих година